# Pézilla-de-Conflent
Pézilla-de-Conflent en francés y oficialmente, Pesilhan de Conflent en occitano, es una localidad  y comuna francesa, situada en el departamento de Pirineos Orientales en la región de Languedoc-Rosellón y comarca histórica de la Fenolleda. Se encuentra atravesada por el río Désix.

## Demografía
| 63 | 75 | 62 | 69 | 52 | 50 |
| Para los censos de 1962 a 1999 la población legal corresponde a la población sin duplicidades (Fuente: INSEE [Consultar]) |    |    |    |    |    |